# Видеопулт
Видеопултът е устройство, което смесва и или превключва няколко източника на видеосигнал (камери, видеомагнетофони, компютри, DVD и др.).
Видеопултовете биват 2 вида – с вградени тайм бест коректори и пултове, използващи външен синхро генератор. Превключването на видеосигналите става на следния принцип – всички пултове имат поне две шини (ред с копчета, всяко от които отговаря на един източник) и на всеки вход има последователно свързан монитор, който показва картината.
Пултът има два изхода. Единият е главният изход, а другият е превю. На превю-изхода се вижда неизлъчващата в момента шина и на нея се избира с бутон източника и евентуално от другите бутони ефекта, с който ще се превключва, след което когато дойде времето за превключване се бута ръчката (някои от по-простите пултове са с потенциометър вместо ръчка). Другият начин за превключване е да се натисне директно бутона на излъчващата шина, което веднага превключва без ефект (на остро), което не е за препоръчване.